# Neil Broad
Neil Broad (ur. 20 listopada 1966 w Kapsztadzie) – brytyjski tenisista pochodzenia południowoafrykańskiego, reprezentant w Pucharze Davisa, srebrny medalista w grze podwójnej podczas igrzysk olimpijskich w Atlancie (1996).

## Kariera tenisowa
Karierę zawodową Broad rozpoczął w 1986 roku, a zakończył w czerwcu 2000 roku.
W grze pojedynczej triumfował w 2 imprezach rangi ATP Challenger Tour. Swoje umiejętności skupił głównie na grze podwójnej, w której zwyciężył w 7 turniejach kategorii ATP World Tour oraz osiągnął 17 finałów. W turniejach wielkoszlemowych najdalej doszedł w styczniu 1990 roku, podczas Australian Open, gdzie tworzył parę z Garym Mullerem. Zawodnicy zostali wyeliminowani w półfinale przez Pietera Aldricha i Daniego Vissera.
Broad jest również zdobywcą srebrnego medalu podczas igrzysk olimpijskich w Atlancie w 1996 roku. Partnerem deblowym Broada był Tim Henman, a pojedynek o złoty medal Brytyjczycy przegrali z Australijczykami Toddem Woodbridge’em oraz Markiem Woodforde’em.
W Pucharze Davisa zadebiutował w lutym 1992 roku przeciwko Francji w 1 rundzie grupy światowej. Ostatni występ Broada w Pucharze Davisa miał miejsce w lutym 2000 roku podczas rywalizacji z Czechami w 1 rundzie grupy światowej. Łącznie w reprezentacji zagrał w 11 pojedynkach deblowych, z których 4 wygrał.
W rankingu gry pojedynczej Broad najwyżej był na 84. miejscu (8 maja 1989), a w klasyfikacji gry podwójnej na 9. pozycji (9 kwietnia 1990).

### Finały w turniejach ATP Challenger Tour

#### Gra pojedyncza (2–0)
| Końcowy wynik | Nr | Data          | Turniej      | Nawierzchnia | Przeciwnik        | Wynik finału  |
| Zwycięzca     | 1. | 10 lipca 1988 | Dublin       | Dywanowa     | Tobias Svantesson | 7:6, 4:6, 6:3 |
| Zwycięzca     | 2. | 24 lipca 1988 | Johannesburg | Twarda       | Piet Norval       | 3:6, 6:4, 6:4 |

### Finały w turniejach ATP World Tour

#### Gra podwójna (7–17)
| Legenda                       |
| Wielki Szlem (0–0)            |
| Igrzyska olimpijskie (0–1)    |
| Tennis Masters Cup (0–0)      |
| ATP Masters Series (0–2)      |
| ATP Championship Series (0–3) |
| ATP World Series (7–11)       |

| Wygrane według nawierzchni |
| Twarda (3–4)               |
| Ceglana (3–5)              |
| Trawiasta (0–3)            |
| Dywanowa (1–5)             |

| Końcowy wynik | Nr  | Data                 | Turniej          | Nawierzchnia    | Partner          | Przeciwnicy w finale               | Wynik finału  |
| Zwycięzca     | 1.  | 8 stycznia 1989      | Adelaide         | Twarda          | Stefan Kruger    | Mark Kratzmann Glenn Layendecker   | 6:2, 7:6      |
| Finalista     | 1.  | 16 lipca 1989        | Newport          | Trawiasta       | Stefan Kruger    | Patrick Galbraith Brian Garrow     | 6:2, 5:7, 3:6 |
| Zwycięzca     | 2.  | 30 lipca 1989        | Waszyngton       | Twarda          | Gary Muller      | Jim Grabb Patrick McEnroe          | 6:7, 7:6, 6:4 |
| Finalista     | 2.  | 18 lutego 1990       | Toronto          | Dywanowa (hala) | Kevin Curren     | Patrick Galbraith David Macpherson | 6:2, 4:6, 3:6 |
| Finalista     | 3.  | 12 sierpnia 1990     | Cincinnati       | Twarda          | Gary Muller      | Mark Kratzmann Darren Cahill       | 6:7, 2:6      |
| Finalista     | 4.  | 30 września 1990     | Bazylea          | Twarda (hala)   | Gary Muller      | Stefan Kruger Christo Van Rensburg | 6:4, 6:7, 3:6 |
| Zwycięzca     | 3.  | 7 października 1990  | Tuluza           | Twarda (hala)   | Gary Muller      | Michael Mortensen Michiel Schapers | 7:6, 6:4      |
| Zwycięzca     | 4.  | 9 lutego 1992        | Mediolan         | Dywanowa (hala) | David Macpherson | Sergio Casal Emilio Sánchez        | 5:7, 7:5, 6:4 |
| Finalista     | 5.  | 25 października 1992 | Lyon             | Dywanowa (hala) | Stefan Kruger    | Jakob Hlasek Marc Rosset           | 1:6, 3:6      |
| Finalista     | 6.  | 25 kwietnia 1993     | Seul             | Twarda          | Gary Muller      | Jan Apell Peter Nyborg             | 7:5, 6:7, 2:6 |
| Finalista     | 7.  | 13 czerwca 1993      | Londyn (Queen’s) | Trawiasta       | Gary Muller      | Todd Woodbridge Mark Woodforde     | 7:6, 3:6, 4:6 |
| Finalista     | 8.  | 12 czerwca 1994      | Florencja        | Ceglana         | Greg Van Emburgh | Jon Ireland Kenny Thorne           | 6:7, 3:6      |
| Zwycięzca     | 5.  | 14 sierpnia 1994     | San Marino       | Ceglana         | Greg Van Emburgh | Jordi Arrese Renzo Furlan          | 6:4, 7:6      |
| Finalista     | 9.  | 2 października 1994  | Palermo          | Ceglana         | Greg Van Emburgh | Tom Kempers Jack Waite             | 6:7, 4:6      |
| Finalista     | 10. | 30 lipca 1995        | Amsterdam        | Ceglana         | Wayne Arthurs    | Marcelo Ríos Sjeng Schalken        | 6:7, 2:6      |
| Finalista     | 11. | 21 kwietnia 1996     | Barcelona        | Ceglana         | Piet Norval      | Luis Lobo Javier Sánchez           | 1:6, 3:6      |
| Finalista     | 12. | 23 czerwca 1996      | Nottingham       | Trawiasta       | Piet Norval      | Mark Petchey Danny Sapsford        | 7:6, 6:7, 4:6 |
| Finalista     | 13. | 28 lipca 1996        | Atlanta          | Twarda          | Tim Henman       | Todd Woodbridge Mark Woodforde     | 4:6, 4:6, 2:6 |
| Finalista     | 14. | 6 października 1996  | Lyon             | Dywanowa (hala) | Piet Norval      | Jim Grabb Richey Reneberg          | 2:6, 1:6      |
| Finalista     | 15. | 11 maja 1997         | Hamburg          | Ceglana         | Piet Norval      | Luis Lobo Javier Sánchez           | 3:6, 6:7      |
| Finalista     | 16. | 8 marca 1998         | Rotterdam        | Dywanowa (hala) | Piet Norval      | Jacco Eltingh Paul Haarhuis        | 6:7, 3:6      |
| Zwycięzca     | 6.  | 2 sierpnia 1998      | Umag             | Ceglana         | Piet Norval      | Jiří Novák David Rikl              | 6:1, 3:6, 6:3 |
| Zwycięzca     | 7.  | 20 września 1998     | Bournemouth      | Ceglana         | Kevin Ullyett    | Wayne Arthurs Alberto Berasategui  | 7:6, 6:3      |
| Finalista     | 17. | 21 lutego 1999       | Rotterdam        | Dywanowa (hala) | Peter Tramacchi  | David Adams John-Laffnie de Jager  | 7:6, 3:6, 4:6 |